# Izeh
Izeh o Anshan  ( Persa : ایذه), anteriormente conocido como Izaj Malemir, es una ciudad de la provincia de Juzestán, ubicada  en el sudoeste de Irán.
Izeh tiene un clima templado en primavera y verano, aunque en invierno suele ser la ciudad más fría en la provincia de Juzestán. Izeh está poblada por Bakhtiari, una tribu que vive en la parte norte del área de Juzestán. Es una zona agrícolas, la producción principal  es el arroz (localmente llamado Berenj). 
En las cercanías de Izeh se encuentran yacimientos mineros. Es una región famosa por los monumentos antiguos que se encuentran en Kolfarah, Salman Eshkaft, Khongazhdar y otros lugares. 
Tenía una población estimada de 103.695 habitantes, según censo del 2006.